# Cử tạ tại Đại hội Thể thao Trong nhà và Võ thuật châu Á 2017
Môn cử tạ tại Đại hội Thể thao Trong nhà và Võ thuật châu Á 2017 ở Ashgabat diễn ra từ ngày 18 đển ngày 25 tháng 9 tại Đấu trường cử tạ. Khoảng 188 vận động viên thi đấu trong 16 nội dung khác nhau theo các hạng cân tương ứng.

## Nội dung
16 bộ huy chương được trao tặng trong các nội dung sau đây:
| - 56 kg Nam - 62 kg Nam - 69 kg Nam - 77 kg Nam - 85 kg Nam - 94 kg Nam - 105 kg Nam - +105 kg Nam |  | - 48 kg Nữ - 53 kg Nữ - 58 kg Nữ - 63 kg Nữ - 69 kg Nữ - 75 kg Nữ - 90 kg Nữ - +90 kg Nữ |

## Các quốc gia tham dự
Tổng cộng có 188 vận động viên dự thi từ 38 quốc gia được tham gia.
| - Afghanistan (3) - Úc (6) - Bangladesh (2) - Trung Quốc (11) - Quần đảo Cook (2) - CHDCND Triều Tiên (1) - Fiji (7) - Guam (4) - Indonesia (6) - Iran (5) - Iraq (4) - Nhật Bản (1) - Jordan (3) | - Kazakhstan (11) - Kiribati (5) - Hàn Quốc (5) - Quần đảo Marshall (2) - Mông Cổ (3) - Nauru (6) - Nepal (2) - Pakistan (3) - Palestine (3) - Papua New Guinea (6) - Philippines (4) - Qatar (1) - Samoa (9) | - Ả Rập Xê Út (6) - Quần đảo Solomon (4) - Sri Lanka (3) - Tahiti (1) - Đài Bắc Trung Hoa (11) - Tajikistan (5) - Thái Lan (9) - Tonga (1) - Tuvalu (2) - Turkmenistan (15) - Uzbekistan (11) - Việt Nam (5) |

## Tóm tắt huy chương

### Nội dung nam
| Nội dung | Vàng                            | Bạc                                  | Đồng                                  |
| -------- | ------------------------------- | ------------------------------------ | ------------------------------------- |
| 56 kg    | Thạch Kim Tuấn · Việt Nam       | Trần Lê Quốc Toàn · Việt Nam         | Jia Xionghui · Trung Quốc             |
| 62 kg    | Trịnh Văn Vinh · Việt Nam       | Lei Haitao · Trung Quốc              | Meretguly Sähetmyradow · Turkmenistan |
| 69 kg    | Deng Shiwei · Trung Quốc        | Doston Yokubov · Uzbekistan          | Mahmoud Al-Humayd · Ả Rập Xê Út       |
| 77 kg    | Rejepbaý Rejepow · Turkmenistan | Shakhzod Khudayberganov · Uzbekistan | Ahmed Al-Hussein · Iraq               |
| 85 kg    | Safaa Rashed · Iraq             | Ulugbek Alimov · Uzbekistan          | Ali Miri · Iran                       |
| 94 kg    | Sohrab Moradi · Iran WR         | Farkhodbek Sobirov · Uzbekistan      | Liu Hao · Trung Quốc                  |
| 105 kg   |                                 |                                      |                                       |
| +105 kg  |                                 |                                      |                                       |

### Nội dung nữ
| Nội dung | Vàng                                   | Bạc                               | Đồng                              |
| -------- | -------------------------------------- | --------------------------------- | --------------------------------- |
| 48 kg    | Xiao Huiying · Trung Quốc              | Ýulduz Jumabaýewa · Turkmenistan  | Vương Thị Huyền · Việt Nam        |
| 53 kg    | Liao Qiuyun · Trung Quốc               | Hidilyn Diaz · Philippines        | Kristina Şermetowa · Turkmenistan |
| 58 kg    | Luo Xiaomin · Trung Quốc               | Muattar Nabieva · Uzbekistan      | Acchedya Jagaddhita · Indonesia   |
| 63 kg    | Yuan Wangjian · Trung Quốc             | Mattie Sasser · Quần đảo Marshall | An Sisung · Hàn Quốc              |
| 69 kg    | Assem Sadykova · Kazakhstan            | Apolonia Vaivai · Fiji            | Kristel Macrohon · Philippines    |
| 75 kg    | Mönkhjantsangiin Ankhtsetseg · Mông Cổ | Omadoy Otakuziyeva · Uzbekistan   | Ayumi Kamiya · Nhật Bản           |
| 90 kg    |                                        |                                   |                                   |
| +90 kg   |                                        |                                   |                                   |